# ELCAN SpecterDR光學瞄準鏡

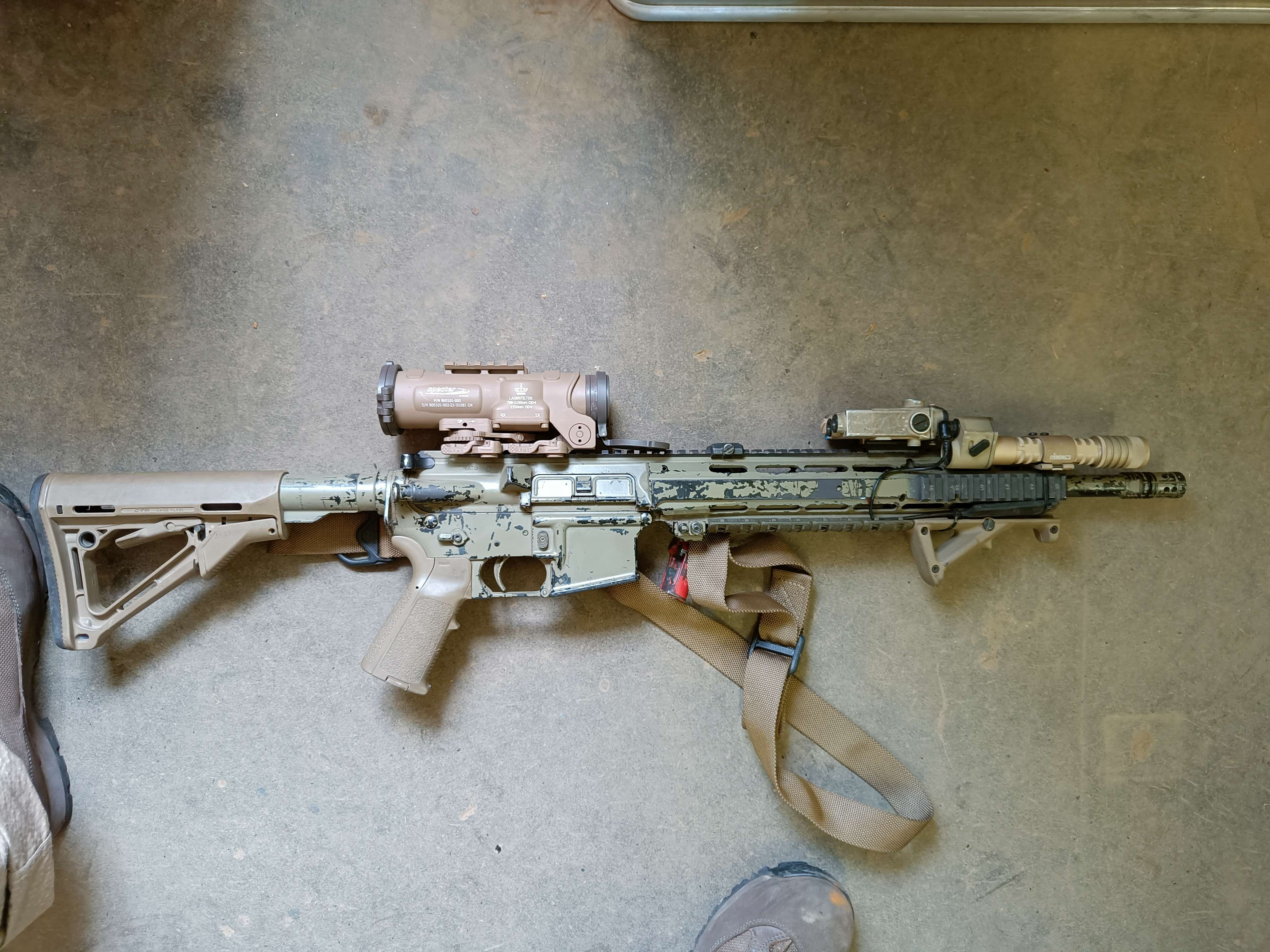
裝有Specter DR 1-4x的丹麥M10步槍。

ELCAN SpecterDR（DR全寫：Dual Role，意為：雙重用途）是一款由加拿大ELCAN光學技術公司所研製及生產的可變放大倍率輕武器光學瞄准镜系統。其中1—4倍型被美國特種作戰司令部選用作SOPMOD Block 2計劃當中的附件並且命名為SU-230/PVS，美國海軍陸戰隊採用的編號為SU-230/PVS-C。
電力照明的標線提供正常和低光照條件以下的瞄準能力。光學瞄準鏡本身進行過氮氣吹掃以防止內部結霧。它可以安裝到使用MIL-STD-1913戰術導軌（因而可與STANAG 4694戰術導軌兼容）安裝系統或迪瑪科／加拿大柯爾特生產的輕武器所使用、類似的“迪瑪科”導軌系統各種步枪和轻机枪上。它是由ELCAN所生產，而且可在世界各地服役的武器上找到。類似這種瞄準鏡的是德国施密特-本德爾的1.1—4×24短點式瞄準鏡。

## 使用
雷神公司研發這款用於5.56、7.62和.50各口徑、各枝突擊步槍或各挺架設與非架設式機槍的雙重用途瞄準具。堅固、可靠的系統可以承受步槍與機槍射擊時的後座力或後向力，同時使得射手可以在近距離和遠距離觀察之間切換。

## 標線
SpecterDR的標線被設計成為了方便裝在突擊步槍與機槍兩款平台以上使用，因此選擇了一個合適的方式，以幫助射手判斷距離。標線是由一條單一的垂直桿和在該中心的銳利尖端所組成。尖端兩側都具有水平密耳豎條。在左側的密耳的底部，還增加了第二條水平桿以判斷距離。其中機槍用型具有彈墜補助（英語：Bullet Drop Compensation，簡稱：BDC），同時保持與步槍用型SpectreDR相同的清晰的標線功能。由於使用一顆3伏特CR-2032锂电池供電照明，因此無放射性氚光源衰變逐漸地失去了它原來亮度的問題，相對的需要在電力耗盡時更換電池。

## 概述

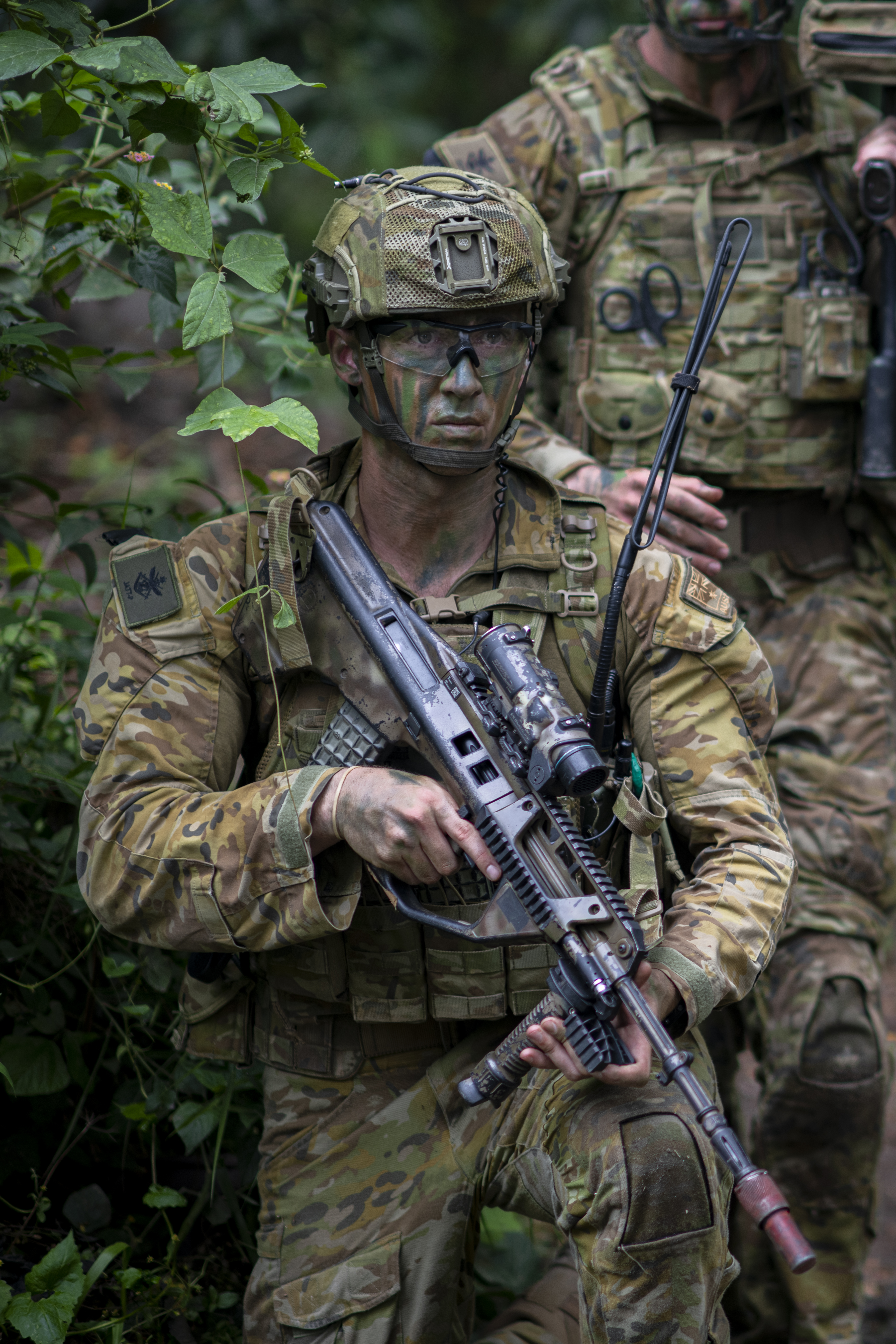
澳大利亞士兵與裝上了Spectre DR 1-4x的AUG。

正如其“DR”為“雙重用途”之意，ELCAN SpecterDR既可以以低倍率用於近距離戰鬥，也可以用放大倍率進行遠距離的精確射擊。SpecterDR的固定鏡組具有放大功能，但中間裝有一塊旋轉式透鏡，通過旋轉其90度達到變倍的效果。藉由鏡座的倍率切換桿，使得倍率之間的切換可瞬間實現，以適應戰士的作戰需求。SpecterDR的鏡座內具有電池盒，用於提供分劃照明。
照明的標線和紅色的瞄準點由新型改良的低調照明開關所控制，該開關不僅減小了瞄準鏡的整體寬度，而且還減小了其整體重量，同時將電池壽命延長了50％。
當需要在近距離的範圍內快速瞄準、而不方便將其倍率轉為時1倍，可以使用瞄準鏡上的緊急戰鬥瞄準具，儘管它們非常粗糙，而且僅打算在75米（82.02碼）以內使用；此外亦可利用該瞄準鏡頂部的平面以裝上各款小型紅點鏡（例如RMR、DeltaPoint）。
SpectreDR亦可與圖像增強儀和熱成像儀兩款夾式設備兼容，藉由提供完整的日／夜套件，以滿足所有任務要求。
目前美軍特種部隊（例如海豹部隊）當中對於SpecterDR的評價為兩極分化。而偏向負面的主因與C79光學瞄準鏡相似，都是其外部調整式鏡座可被外來異物所卡住，也增加了瞄準鏡的重量。

## 光學規格和尺寸
- 外形尺寸（長×寬×高）：
  - SpecterDR 1—4×：153×62×72毫米（6.02×2.44×2.83英寸）
  - SpecterDR 1.5—6×：184×63×73毫米（7.24×2.48×2.87英寸）
- 重量：
  - SpecterDR 1—4×：620克（1.37磅）
  - SpecterDR 1.5—6×：700克（1.54磅）
- 放大倍率：
  - SpecterDR 1—4×：1—4倍
  - SpecterDR 1.5—6×：1.5—6倍
- 視角：
  - SpecterDR 1—4×、1倍：24°（在100碼距離內為48.8公尺）
  - SpecterDR 1—4×、4倍：6°（在100碼距離內為11.4公尺）
  - SpecterDR 1.5—6×、1.5倍：16°
  - SpecterDR 1.5—6×、6倍：4°
- 入瞳直徑：
  - SpecterDR 1—4×：32毫米（1.26英寸）
  - SpecterDR 1.5—6×：42.4毫米（1.67英寸）
- 出瞳直徑：
  - SpecterDR 1—4×：7.8毫米（0.31英吋）
  - SpecterDR 1.5—6×：7毫米（0.275英吋）
- 出瞳距離：70毫米（2.76英吋）
- 光學軸線高度（導軌以上）：39毫米（1.535英吋）
- 光亮照明模式：电池供電照明
- 光照強度：可調
- 電池壽命：300分鐘至2,000小時
- 操作溫度：-50°F至+ 120°F
- 安裝環寬度：不適用（不使用瞄準鏡安裝環）

## 衍生型

### SpecterDR 1—4×
ELCAN SpectreDR 1—4×（北约库藏编号：1240-01-533-0939）為美國特種作戰司令部選用以執行精銳特種作戰任務的型號，無論任務是要求清理建築物還是在地面巡邏，該瞄準器都可提供快速尋獲和遠距離目標識別的能力。

### SpecterDR 1.5—6×
SpecterDR 1.5—6×是1—4×的加大倍率型，性質類似ELCAN Hi-Mag 6倍固定倍率瞄準鏡（為ELCAN SpecterOS 3.4倍固定倍率瞄準鏡加大倍率型）。為了更高的倍率，1.5—6×無論在質量與尺寸都要比1—4×有所加大。

## 使用國
- 加拿大
- 丹麦[1]
- 義大利
- 挪威
- 英国
- 美国：命名為SU-230/PVS。

## 資料來源
1. ↑  .   [2020-09-30]. （原始内容存档于2021-09-15）.

## 外部連結
- （英文）—Official Website—Dual Role Weapon Sights（页面存档备份，存于）
- （英文）—The Firearm Blog.com—Raytheon ELCAN SpecterHR and SpecterDR（页面存档备份，存于）
- （简体中文）—D Boy Gun World（槍炮世界）—
  - AR-15/M16专辑—典型的瞄准装置（页面存档备份，存于）
  - ELCAN公司的瞄准镜（页面存档备份，存于）